# 喜山鈍頭蛇
喜山鈍頭蛇（學名：Pareas monticola）是蛇亞目新蛇科鈍頭蛇屬下的一個蛇種，其种加词“monticola”意为“生长在山地的”。主要分布於印度與及中國某些地區（如西藏、雲南）。该物种的模式产地在印度阿萨姆。

## 保护
本种于2023年被收录入《有重要生态、科学、社会价值的陆生野生动物名录》。

## 備註
1. ↑  Cantor, T. E. 1839 Spicilegium serpentium indicorum [parts 1 and 2]. Proc. Zool. Soc. London, 7: 31-34, 49-55.
2. ↑  中国科学院动物研究所. . 《中国动物物种编目数据库》. 中国科学院微生物研究所.   [2009-04-11]. （原始内容存档于2016-03-05）.
3. ↑  . 中华人民共和国中央人民政府. 2023-06-26  [2023-11-12]. （原始内容存档于2023-10-09）.